# أبرو يشار
ابرو يشار (بالتركية: Ebru Yaşar)‏ (ولدت 8 أغسطس ، 1978 ، أنقرة ، تركيا) ، كردية الأصل ، مطربة تركية.

## حياتها الموسيقية
وفي مايو 1995 فقد صدر ألبوم أبرو يشار الأول والذي عرف باسم (هذا الساحل)، والذي أصدر هذا الألبوم هي شركة بورهان شاشان. وقد تم تصوير الكليب الثاني لها من الألبوم لأغنية ( أفكارى المتضاربة). وفي فبراير 1999 فقد قدمت أبرو على المسرح لأول مرة أغنية ( أنت قد ولدت من أجلى)، وذلك بمساعدة إبراهيم تاتلى سيس. وقد انتشرت هذه الأغنية في جميع انحاء تركيا، وقد تركت اثرا كبيرا وحققت نسبة استماع عالية، وقد اثبتت المطربة ابرو يشار قدرتها الموسيقية وفنها التركى وعلمها بالموسيقى التركية على المسرح. وقد حقق ألبومها في هذه السنة مبيعات وصلت إلى مليون دولار، وقد كان هذا الألبوم هو الأكثر مبيعا في هذا العام. 
وقد ظهرت في هذه الفترة بكثرة مع إبراهيم تاتليس، وقد رفضت بالطبع تجاهل التعليقات عليهما سويا في الأوساط الفنية، وصرحت بانهما اصدقاء قريبين للغاية. وبعد 4 سنوات، أي في مايو 2003 فقد أصدرت أبرو يشار ألبومها الثاني وهو (العشق حتى هنا )، وقد قامت بالتوقيع مع إحدى الشركات من اجل العديد من الأغاني مقل ( العشق حتى هنا )، ( يمينى )، ( ليس هو ). وفي يونيو 2006 فقد استمرت أبرو يشار بأصدار ألبوماتها وقامت في ذلك الوقت بأصدار ألبومها الثالث وهو (تخضيرى) وقامت بتقديمه على المسرح. وقد كان هذا الألبوم هو أكثر الألبومات مبيعا لأبرو يشار. وفي 27 أكتوبر 2008 فقد قامت بتقديم دويتو غنائي مع الفنان إسماعيل واي كي، وقدمت معه أغنية ( أحبك) على المسرح. وقام في ذلك الوقت أبرو بتصوير نسخة ثانية من كليبها الثاني وهو ( لو )، وذلك بعد أصدارها لألبومها الجديدة ولأغنية ( أحبك).وفي نهاية ذلك قامت ابرو يشار ببدأ الاستعدادات لبدء ألبومها الجديد بعد توقيعها عقد مع سينان اكتشل بأغنية (القرار لى). 
وفي 24 يونيو 2011 فقد أصدرت أبرو يشار ألبومها الثالث (مجنون)، وقد قامت فيه بالعودة إلى عالم الموسيقى. وقد قامت بأصدار هذا الألبوم ب 3 لغات (التركية، الكردية، العربية)، وفي خلال 3 أيام فقد استمع إلى الألبوم 57.000 شخص من خلال الاجهزة الألكترونية. وفي يونيو 2012 فقد قامت بأصدار أول أغنية منفردة لها وهي (لا أبكى ). وفي أبريل 2013 فقد ظهرت على المسرح بألبوم ( فن أيبرو).

## الجوائز
- 1995: مجلة جمعية الصحفيين (مليون جالون يوميا )، أفضل مطربة لهذا العام
- 1999: جوائز موسيقى الفيديو لتلفزيون كرال الجولة السادسة ، أفضل مغنية أرابيسك-فزتازى
- 1999:جوائز موسيقى الفيديو لتلفزيون كرال الجولة السادسة ، أفضل تأليف ( أنت ولدت بالنسبة لى)
- 1999: جوائز موسيقى الفيديو لتلفزيون كرال 6 ، أفضل أغنية ( أنت ولدت بالنسبة لى)
- 2003: أسطنبول أف أم ، أفضل مطربة اغانيها مطلوبه للعام ( أقسم)

## أعمالها الفنية
- 1995: هذا الساحل
- 1997: لا يموت العشاق
- 1999: أنت ولدت بالنسبة لى
- 2003: العشق حتى هنا
- 2006: خضرتى
- 2008: أحبك
- 2011: مجنون
- 2012: لا أبكى (مفردة)
- 2013: فن أيبرو

## الكليبات

### في هذا الساحل
- في هذا الساحل: يونيو 1995
- أفكاري المتضاربة

### لايموت العشاق
- لا يوجد كليب

### أنت ولدت بالنسبة لى
- أنت ولدت بالنسبة لى: فبراير 1999
- ضرب في الظهر: يونيو 1999
- الكذب: أكتوبر 1999

### عشقنا إلى هنا
- عشقنا إلى هنا: 27 مايو 2003
- يمينى: 17 سبتمبر 2003
- ليس هذا: 5 يناير 2004

### خضرتى
- خضرتى: يونيو 2006
- لا الأطباء ولا المهندسين: أغسطس 2006
- قميص من النار: ديسمبر 2006
- جئت تقريبا: مايو 2007

### أحبك
- أحبك: 29 أكتوبر 2008
- لو (نسخة جديدة)
- غير محدد

### مجنون
- مجنون: 16 يونيو 2011
- أصبح الليل في عيني: 2011

### لا أبكي
- لا أبكي: 2012

## وصلات خارجية
- أبرو يشار على موقع ميوزك برينز (الإنجليزية)